# Billy Heath
Joseph Frederick "Billy" Heath (1869 – sau 1895) là một cầu thủ bóng đá người Anh thi đấu ở Football League cho Wolverhampton Wanderers và Woolwich Arsenal.